# Politiezone Geraardsbergen/Lierde
De PZ Geraardsbergen/Lierde of Politiezone Geraardsbergen/Lierde (zonenummer 5428) is een Belgische Politiezone gelegen in de provincie Oost-Vlaanderen, die bestaat uit Geraardsbergen en Lierde
De leiding wordt waargenomen door Patrice De Mets. Zij heeft de graad van Hoofdcommissaris - Korpschef.
De Wijkwerking is in 2014 hervormd, de zone zet nu ook meer blauw op straat, doordat het budget de hoogte in ging.